# John Sibbit
John Ephraim Sibbit (conocido como Jack Sibbit; 4 de marzo de 1895-5 de agosto de 1950) fue un deportista británico que compitió en ciclismo en la modalidad de pista.
Participó en dos Juegos Olímpicos de Verano en los años 1928 y 1936, obteniendo una medalla de plata en Ámsterdam 1928 en la prueba de tándem.

## Medallero internacional
| Juegos Olímpicos | Juegos Olímpicos         | Juegos Olímpicos | Juegos Olímpicos |
| Año              | Lugar                    | Medalla          | Competición      |
| ---------------- | ------------------------ | ---------------- | ---------------- |
| 1928             | Ámsterdam (Países Bajos) | Medalla de plata | Tándem           |